# Roman Ellensohn
Roman Ellensohn (* 20. März 1983) ist ein ehemaliger österreichischer Fußballspieler und nunmehriger -trainer.

## Karriere

### Als Spieler
Ellensohn begann seine Karriere beim FC Götzis. Zur Saison 2000/01 wechselte er zum Regionalligisten SCR Altach. Zur Saison 2002/03 schloss er sich dem Ligakonkurrenten FC Rot-Weiß Rankweil an. In der Saison 2003/04 war er für den ebenfalls drittklassigen FC Hard aktiv. Zur Saison 2004/05 wechselte er zum Zweitligisten SC Austria Lustenau. Sein Debüt in der zweiten Liga gab er im Juli 2004, als er am ersten Spieltag jener Saison gegen die SV Ried in der 89. Minute für Gerhard Breitenberger eingewechselt wurde. Bei Lustenau konnte er sich jedoch nie durchsetzen, in zwei Saisonen kam Ellensohn nur fünfmal in der zweithöchsten Spielklasse zum Einsatz.
Zur Saison 2006/07 wechselte er wieder in die Regionalliga, diesmal zum VfB Hohenems. Nach einem halben Jahr in Hohenems wechselte er in der Winterpause nach Liechtenstein zum in der fünften Schweizer Liga spielenden USV Eschen-Mauren. Zur Saison 2007/08 kehrte er wieder nach Österreich zurück und wechselte ein zweites Mal zum Regionalligisten Hard. In drei Spielzeiten kam der Mittelfeldspieler zu 87 Regionalligaeinsätzen für Hard, in denen er acht Tore erzielte.
Zur Saison 2010/11 wechselte er zum viertklassigen FC Mäder. In einem halben Jahr in Mäder absolvierte er 13 Partien in der Vorarlbergliga. Im Jänner 2011 wechselte er zum Regionalligisten SC Bregenz. In einem Jahr bei den Bregenzern kam er zu insgesamt 22 Regionalligaeinsätzen. Im Jänner 2012 wechselte Ellensohn ein drittes Mal nach Hard. Diesmal absolvierte er in einem Jahr beim Verein 19 Spiele in der Regionalliga. Im Jänner 2013 schloss er sich dem fünftklassigen Dornbirner SV an, bei dem er nach 13 Einsätzen nach der Saison 2012/13 seine Karriere im Alter von 30 Jahren beendete.

### Als Trainer
Ellensohn wurde zur Saison 2015/16 Jugendtrainer beim Schweizer Zweitligisten FC Wil. Zur Saison 2017/18 kehrte er nach Österreich zurück und übernahm die U-16-Mannschaft in der AKA Vorarlberg, zur Saison 2018/19 rückte er zur U-18-Mannschaft auf. Zur Saison 2019/20 wurde er Trainer des drittklassigen Dornbirner SV, bei dem er selbst ein halbes Jahr lang gespielt hatte. Den DSV führte er zum Meistertitel in der Eliteliga Vorarlberg, zum bundesländerübgreifenden Playoff kam es wegen des Saisonabbruchs aufgrund der COVID-19-Pandemie jedoch nicht mehr.
Im Jänner 2021 übernahm Ellensohn den Zweitligisten Floridsdorfer AC. Die Wiener befanden sich zu jenem Zeitpunkt auf dem neunten Tabellenrang, unter Ellensohn holte der FAC allerdings in zehn Spielen nur einen Sieg und rutschte auf einen Abstiegsplatz ab. Daraufhin trennte sich der Verein im April 2021 vom Vorarlberger.
Im August 2021 wurde er dann Trainer des drittklassigen Schwarz-Weiß Bregenz, wo er bereits als Spieler aktiv gewesen war. Die Saison 2021/22 beendete er mit Bregenz auf dem dritten Rang in der Eliteliga Vorarlberg. Im Dezember 2022 wurde Ellensohn dann auf dem ersten Tabellenrang liegend entlassen. Zur Saison 2023/24 wurde er Co-Trainer von Thomas Janeschitz beim Zweitligisten FC Dornbirn 1913. Im Jänner 2024 wurde Janeschitz entlassen und durch Roberto Pätzold ersetzt, unter dem Ellensohn Co-Trainer blieb. Pätzold verließ Dornbirn aber nur drei Tage nach seiner Anstellung aufgrund von internen Problemen wieder, woraufhin Ellensohn zum Cheftrainer befördert wurde. Nach vier Partien im Amt (in einem Spiel wurde er gesperrt von Murad Gerdi vertreten), die Dornbirn allesamt verlor, trat Ellensohn im März 2024 wieder von seinem Posten zurück.